# Cellule CIGS
Pour les articles homonymes, voir CIGS.
Le sigle CIGS (pour les éléments chimiques cuivre, indium, gallium et sélénium) désigne à la fois :
- une technique d'élaboration des cellules photovoltaïques en couches minces et de haute performance.
- le matériau semiconducteur fait d'un alliage permettant de réaliser ces cellules[1].

## Description
Dans le CIGS, la concentration d'indium et de gallium peut varier entre du séléniure de cuivre et d'indium (CIS) pur, et du séléniure de cuivre et de gallium (CGS) pur. C’est un semi-conducteur à structure de chalcopyrite.
L'alliage CIGS entre principalement dans la fabrication d'une cellule photovoltaïque utilisée sous forme d’une couche mince polycristalline, comme dans les cellules de première génération issues du silicium, elles utilisent le principe de la jonction PN. 

La différence est que la structure du CIGS forme une jonction complexe constituée de matériaux de natures différentes (hétéro-jonction) de type CIGS(p)/CdS(n)/ZnO(n) dans les dispositifs à plus haut rendement. 
La communauté scientifique travaille depuis déjà quelques années au remplacement de la couche de CdS par un film plus écologique, ne contenant plus de cadmium toxique, les matériaux les plus prometteurs étant des composées communs (Zn, Mg)(O, S) ou de sulfure d'indium (métal plus rare).
Les couches CIGS peuvent être réalisées par différentes méthodes :
- Le procédé le plus commun consiste à co-évaporer (par voie physique), sous vide, du cuivre, du gallium et de l’indium en surpression de sélénium
- Un autre procédé, ne faisant pas appel à la technologie du vide, consiste à « étaler » des nanoparticules des matériaux précurseurs sur le substrat et de les fritter ou co-fritter.

Les cellules CIGS peuvent donc être fabriquées directement sur un substrat en verre, de façon très économique. Il existe au début du XXIe siècle une demande pour le silicium qui excède l’offre, surtout en matière de silicium pour le photovoltaïque, ce qui incite au développement de technologies alternatives.
Les rendements records obtenus avec cette technologie sont de :
- 22,6 % pour une cellule solaire d'environ 0,5 cm2 (ZSW, Allemagne) [2]
- 20,9 % pour une cellule solaire d'environ 0,5 cm2 (Solar frontier, Japon) [3],
- 16,6 % pour un minimodule de 16 cm2 (ASC Uppsala Suède)
- 13,5 % pour les modules industriels (Showa Shell).

## Structure d'une cellule à couche mince CIGS

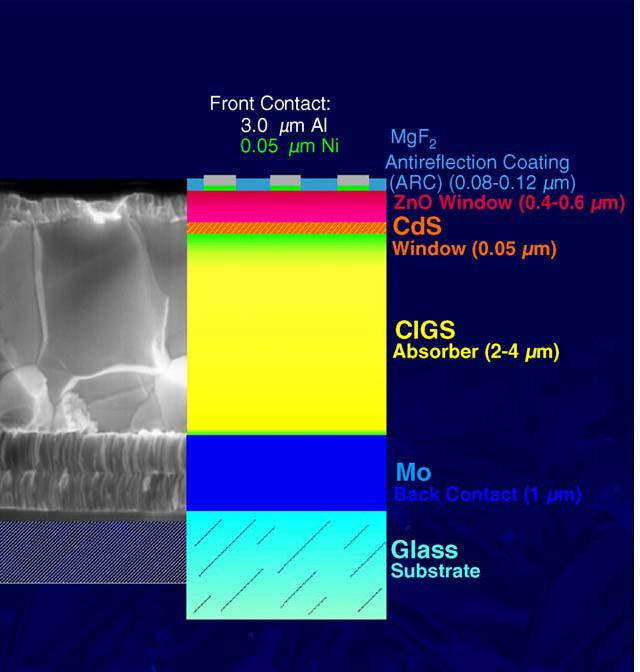
Structure d'une cellule CIGS

La structure de base d'une cellule solaire à couche mince CIGS (Cu(In,Ga)Se2) est représentée sur l'image de droite. Le substrat le plus commun est un verre de silicate sodocalcique de 1 à 3 mm d'épaisseur. Ce dernier est recouvert sur un côté de molybdène (Mo) servant de contact arrière métallique. L'hétérojonction est formée entre les semi-conducteurs CIGS et ZnO, avec une fine couche d'interface constituée de CdS et de ZnO. Le CIGS a un dopage de type p provenant de défauts intrinsèques, alors que le ZnO est de type n grâce à l'incorporation d'aluminium (Al). Ce dopage asymétrique est à l'origine de la région de charge d'espace qui s'étend davantage dans le CIGS que dans le ZnO. La couche de CIGS sert d'absorbeur avec une largeur de bande interdite comprise entre 1,02 eV (CuInSe2) et 1,65 eV (CuGaSe2). L'absorption est minimisée dans les couches supérieures, appelées fenêtres, par le choix de bandes interdites plus larges : 3,2 eV pour ZnO et 2,4 eV pour CdS. Le ZnO dopé sert également de contact supérieur pour collecter le courant. Les dispositifs expérimentaux, typiquement d'une surface de 0,5 cm2 présentent une grille de Ni/Al déposée sur la face avant pour réaliser le contact avec le ZnO.

## Histoire
Des fonds d'investissement ont injecté presque 400 millions US$ dans plusieurs projets CIGS, parmi lesquels on retrouve :
- Nanosolar[4],
- Miasole,
- Solopower,
- Solyndra[5], a reçu 79 millions US$ de plusieurs fonds d'investissement.
- Ascent Solar,
- HelioVol,
- Avancis, filiale du groupe Saint-Gobain[6]
- Honda Soltec[7],
- Showa Shell,
- Shell Solar[8] accord avec Saint-Gobain,
- Solibro AB[9] accord avec Q-Cell,
- Würth Solar[10].

Des groupes pétroliers, les fabricants d'automobiles et les fabricants de matériaux pour l’habitation viennent renforcer la crédibilité de ces nouvelles technologies.
En 2010 la production de cellules en technologie couches minces (dont CIGS) représente 20 % de la production totale de cellules photovoltaïques. L'entreprise berlinoise Sulfurcell a commencé à livrer des panneaux CIS en 2005 et a présenté fin décembre 2010 ses premiers prototypes de panneaux CIGSe. Sa technologie de 2e génération permet des rendements de conversion dépassement 10 %, et selon l'industriel, des tests en laboratoire lui ont permis d'atteindre 12,6 %. Le but est de dépasser les 14 % (en laboratoire) avant fin 2012, et en production avant 2015. Mais la part de marché s'est réduite à 4,5 %, en 2019.